# Anisotropie
Anisotropie (von altgriechisch ἀν- an- „un-“ [Alpha privativum], ἴσος isos „gleich“ und τρόπος tropos „Drehung, Richtung“) ist die Richtungsabhängigkeit einer Eigenschaft eines Stoffes oder eines Vorgangs. Anisotropie ist das Gegenteil von Isotropie. Der Begriff wird in diesem Sinn in der Physik (z. B. Strahlung, Magnetismus, Ausbreitungsgeschwindigkeit von Erdbebenwellen), Materialwissenschaft, Kristallographie und Mathematik auf jeweils unterschiedliche Eigenschaften der betrachteten Systeme angewandt.

## Beispiele
- Die Strahlung der Sonne ist isotrop, die eines Lasers anisotrop.
- Gerichtete Anordnung der Kristallite in Metall (Textur): Daraus ergibt sich eine Anisotropie der elastischen und plastischen Verformbarkeit.
- Die Doppelbrechung (Optik) beruht auf einer Anisotropie des Brechungsindex.
- Flüssigkristalle sind anisotrope Flüssigkeiten.
- Ein Element {\displaystyle x} eines quadratischen Moduls (M, q) heißt anisotrop, wenn {\displaystyle q(x)\neq 0}. Elemente {\displaystyle x\neq 0} mit {\displaystyle q(x)=0} werden isotrop genannt.
- Die elektrische Anisotropie findet man in dünnen Schichten wie in Nanodraht-Schichten oder CNT-Schichten auf Strukturen.
- Die Elastizität von Werkstoffen ist häufig anisotrop. Dies wird mit den Elastizitätsgesetzen beschrieben. Die bekanntesten anisotropen Elastizitätsgesetze sind das triklin anisotrope, das orthotrope und das transversal isotrope Elastizitätsgesetz.

Beispiele: mit Glas- oder Kohlenstofffasern verstärkte Kunststoffe (GFK und CFK) und verstreckte Kunststoffe haben ein richtungsabhängiges Elastizitätsgesetz, nicht jedoch unverstärkte Kunststoffe oder Metalle.
- Holz ist ein in vielerlei Hinsicht anisotroper Werkstoff. Die anisotropen Hauptrichtungen sind axial (auch longitudinal oder in Faserrichtung genannt), radial (in Bezug auf den zylindrischen Baumstamm) und tangential. Spaltbarkeit, Elastizität, Härte und Längenveränderungen (Trocknung, Wärme) sind Beispiele anisotroper Holzeigenschaften.
- Additive Fertigungsverfahren wie zum Beispiel 3D-Druck erzeugen teilweise anisotrope Werkstücke, da sie das Werkstück in Schichten aufbauen und sich die Materialeigenschaften in der Schichtebene von denen orthogonal dazu unterscheiden.
- Anisotropes Ätzen von Halbleitern ermöglicht eine genauere Steuerung des Materialabtrags. Hierzu werden Ätzmittel verwendet, die in bestimmten Richtungen des Kristallgitters bevorzugt arbeiten.
- Alle Kristalle (und damit auch Minerale) sind bei einigen Eigenschaften anisotrop.[1]

Siehe auch:
- trikline Anisotropie
- monokline Anisotropie
- tetragonale Anisotropie
- hexagonale Anisotropie
- kubische Anisotropie

- Fluoreszenz kann zu einem gewissen Maße anisotrop sein, das heißt, die austretende Fluoreszenzstrahlung ist in diesen Fällen bezüglich ihrer Schwingungsebene nicht gleichmäßig verteilt (siehe Fluoreszenzanisotropie).
- In der Zellbiologie wird die gleichmäßige Vergrößerung einer Zelle nach der Zellteilung als isotrop bezeichnet; wenn sie in einer Richtung verstärkt abläuft (also Streckungswachstum der Zelle), nennt man sie anisotrop.

## Überblick: Isotropie, Anisotropie, Bianisotropie am Beispiel des Elektromagnetismus
Es geht um die Verbindung der folgenden Größen:
- {\displaystyle {\vec {B}}} = magnetische Flussdichte
- {\displaystyle {\vec {D}}} = elektrische Flussdichte
- {\displaystyle {\vec {H}}} = magnetische Feldstärke
- {\displaystyle {\vec {E}}} = elektrische Feldstärke

### Isotropie
In isotropen Materialien sind die elektromagnetischen Eigenschaften in allen Richtungen gleich. Die Größen {\displaystyle {\vec {D}}} und {\displaystyle {\vec {E}}} sowie {\displaystyle {\vec {B}}} und {\displaystyle {\vec {H}}} werden jeweils durch einen skalaren Faktor miteinander verbunden:
- {\displaystyle {\vec {B}}=\mu _{0}\cdot {\vec {H}}}

Dabei ist {\displaystyle \mu _{0}=1{,}256\,637\,0621\,2\,(19)\cdot 10^{-6}~{\tfrac {\mathrm {N} }{\mathrm {A^{2}} }}} die magnetische Permeabilität im Vakuum.
Beispiel: magnetisches Feld im Vakuum
- {\displaystyle {\vec {D}}=\varepsilon _{0}\cdot {\vec {E}}}

Dabei ist {\displaystyle \varepsilon _{0}=8{,}854\,187\,812\,8\,(13)\cdot 10^{-12}~{\tfrac {\mathrm {As} }{\mathrm {Vm} }}} die Dielektrizitätskonstante oder Permittivität im Vakuum.
Beispiel: elektrisches Feld im Vakuum

### Anisotropie
In anisotropen Materialien hängen die elektromagnetischen Eigenschaften von der Richtung ab. Die Größen {\displaystyle {\vec {D}}} und {\displaystyle {\vec {E}}} sowie {\displaystyle {\vec {B}}} und {\displaystyle {\vec {H}}} werden jeweils durch einen Tensor 2. Stufe (eine 3 x 3 Matrix) miteinander verbunden. Dieser Tensor beschreibt die Richtungsabhängigkeiten:
- {\displaystyle {\vec {B}}={\begin{pmatrix}\mu _{11}&\mu _{12}&\mu _{13}\\\mu _{21}&\mu _{22}&\mu _{23}\\\mu _{31}&\mu _{32}&\mu _{33}\end{pmatrix}}{\vec {H}}}

Beispiel: Formanisotropie, ferromagnetische dünne Schichten, Kristallanisotropie
- {\displaystyle {\vec {D}}={\begin{pmatrix}\varepsilon _{11}&\varepsilon _{12}&\varepsilon _{13}\\\varepsilon _{21}&\varepsilon _{22}&\varepsilon _{23}\\\varepsilon _{31}&\varepsilon _{32}&\varepsilon _{33}\end{pmatrix}}{\vec {E}}}

Beispiel: Doppelbrechung

### Bianisotropie
Bianisotropie ist eine Verallgemeinerung der Anisotropie. In bianisotropen Materialien hängen die elektromagnetischen Eigenschaften nicht nur von der Richtung ab, sondern elektrische und magnetische Feldstärken sind auch voneinander abhängig und beeinflussen gemeinsam die elektrischen und magnetischen Flussdichten. Elektrische und magnetische Flussdichte können nun nicht mehr getrennt betrachtet werden, sondern sind gemeinsam über vier 3 x 3 Matrizen mit der elektrischen und magnetischen Feldstärke verbunden:
{\displaystyle {\vec {B}}=\mu {\vec {H}}+\zeta {\vec {E}}\,}
{\displaystyle {\vec {D}}=\varepsilon {\vec {E}}+\xi {\vec {H}}\,}
Dabei sind {\displaystyle \mu }, {\displaystyle \varepsilon }, {\displaystyle \zeta }, {\displaystyle \xi } die vier 3 x 3 Matrizen, in denen sich die verschiedenen Abhängigkeiten ausdrücken.
Beispiel: In der Nanotechnologie werden Strukturen in isotrope Materialien eingelagert, um bestimmte Effekte zu erzielen. Hierbei wird willkürlich und beabsichtigt eine Bianisotropie hervorgerufen.